# Lars Hutten
Lars Hutten (Tilburg, 18 maart 1990) is een Nederlands voetballer die doorgaans in de aanval speelt. Hij komt uit de jeugdopleiding van PSV, maar wist bij deze club niet door te breken. Hij kwam vervolgens onder andere uit voor Willem II, Excelsior en SC Veendam. Sinds 2021 speelt hij voor amateurvereniging Kozakken Boys.

## Carrière
Hutten begon toen hij pupil was bij amateurvereniging JPS gelegen in Tilburg-Noord. Hierna werd hij op jonge leeftijd overgenomen door de jeugdopleiding van Willem II, waar hij op zijn twaalfde werd weggeplukt door PSV. Daar doorliep hij de gehele jeugdopleiding. In de seizoenen 2008/2009 en 2009/2010 kwam Hutten uit in het beloftenelftal van de Eindhovenaren. Op 23 september 2008 was Hutten basisspeler in de KNVB bekerwedstrijd tussen Jong PSV en PSV. Het beloftenelftal verloor de wedstrijd met 3–0.
In de zomer van 2010 keerde Hutten terug naar zijn geboortestad om te gaan spelen voor zijn oude club Willem II. De toen net aangestelde trainer Gert Heerkes had een plaats voor hem over in de eerste selectie. In de voorbereiding op het nieuwe seizoen maakte hij dermate veel indruk, dat hij in de eerste wedstrijd van het seizoen 2010/11 op 7 augustus 2010 tegen Heracles Almelo mocht debuteren in de Eredivisie. Hutten speelde in plaats van de geblesseerde Paweł Wojciechowski en kreeg daarbij de voorkeur boven Rowin van Zaanen. Op 20 juli 2011, tijdens de oefenwedstrijd tegen Fortuna Sittard brak Hutten een middenvoetsbeentje, waardoor hij tien weken uitgeschakeld was.
Trainer Gert Heerkes zat inmiddels bij SC Veendam en wist de bij Willem II op een zijspoor belande Hutten in de winterstop van 2011/12 over te halen om voor deze Oost-Groningse club uit te komen. Na een half seizoen op huurbasis werd Hutten vanaf 2012/13 'eigendom' van Veendam.  Eind maart 2013 ging de club failliet en moest Hutten een andere werkgever zien te vinden. Sinds begin april 2013 trainde hij bij FC Groningen. Begin mei werd bekend dat Hutten voor twee seizoenen naar Excelsior trok. Hiermee dwong Hutten in het seizoen 2013/14 promotie af naar de Eredivisie. Excelsior verhuurde hem gedurende het seizoen 2014/15 aan Helmond Sport.
Hutten kwam in juli 2015 zonder club te zitten en ging meetrainen bij Fortuna Sittard. Hier tekende hij in augustus 2015 een contract tot medio 2016. Vanaf 2016 speelde hij voor SV Rödinghausen, om in september 2017 terug te keren bij Fortuna Sittard. Na twee seizoenen in Sittard kwam hij uit voor TOP Oss en vanaf 2021/22 voor Kozakken Boys. Met deze laatste club kwam hij in de KNVB beker 2022/23 uit tegen SBV Vitesse. Hutten scoorde in deze wedstrijd, waarin de eredivisionist na strafschoppen werd uitgeschakeld.

## Privéleven
Hutten is een zoon van voetballer Corné Hutten en een neef (oomzegger) van Leon Hutten. Zijn opa Johan Hutten kwam uit voor NOAD.

## Clubstatistieken
| Seizoen | Club            | Competitie        | Duels | Goals |
| ------- | --------------- | ----------------- | ----- | ----- |
| 2010/11 | Willem II       | Eredivisie        | 19    | 0     |
| 2011/12 | Willem II       | Eerste divisie    | 0     | 0     |
| 2011/12 | → SC Veendam    | Eerste divisie    | 17    | 2     |
| 2012/13 | SC Veendam      | Eerste divisie    | 26    | 12    |
| 2013/14 | Excelsior       | Eerste divisie    | 35    | 12    |
| 2014/15 | Excelsior       | Eredivisie        | 1     | 0     |
| 2014/15 | → Helmond Sport | Eerste divisie    | 22    | 2     |
| 2015/16 | Fortuna Sittard | Eerste divisie    | 36    | 11    |
| 2016/17 | SV Rödinghausen | Regionalliga West | 19    | 5     |
| 2017/18 | Fortuna Sittard | Eerste divisie    | 20    | 4     |
| 2018/19 | Fortuna Sittard | Eredivisie        | 25    | 2     |
| 2019/20 | TOP Oss         | Eerste divisie    | 17    | 2     |
| 2020/21 | TOP Oss         | Eerste divisie    | 8     | 0     |

Bijgewerkt op 14 juli 2021.